# Estadio de Yuba
El Estadio de Yuba (en inglés: Juba Stadium) es un estadio de usos múltiples en la localidad de Yuba, la capital del país africano de Sudán del Sur. Es el estadio del equipo de fútbol nacional de Sudán del Sur y fue sede el 9 de junio de 2011, de un partido contra el Tusker FC, un equipo de la Liga Premier de Kenia. En la actualidad está en proceso de renovación, en preparación para el evento. También ha sido sede de partidos de la CECAFA U-17 de la UEFA de 2009. El estadio tiene una capacidad para 12000 espectadores y se abrió en 1962 cuando el territorio todavía era parte de Sudán.